# Kreiz Breizh Elites femenina
La Kreiz Breizh Elites femenina és una cursa femenina de ciclisme d'un dia que es celebra a França des de l'any 2018. És la versió femenina de la Kreiz Breizh Elites. Està integrada dins el calendari femení de l'UCI com a cursa de categoria 1.1. des de 2022, anteriorment fou categoria 1.2 l'any inicial i fins 2021 de categoria 2.2. Es disputa anualment pel centre de la regió de la Bretanya. La primera vencedora fou la britànica Danielle Christmas.

## Palmarès
| Any  | Vencedora          | Segona            | Tercera          |         |
| ---- | ------------------ | ----------------- | ---------------- | ------- |
| 2018 | Danielle Christmas | Maëlle Grossetête | Sofie De Vuyst   |         |
| 2019 | Teniel Campbell    | Anna Henderson    | Ingvild Gåskjenn |         |
| 2020 | suspesa            | suspesa           | suspesa          | suspesa |
| 2021 | Anna Henderson     | Floortje Mackaij  | Anouska Koster   |         |
| 2022 | Emma Norsgaard     | Silvia Persico    | Marie Le Net     |         |
| 2023 | Giorgia Vettorello | Quinty Schoens    | Barbara Malcotti |         |
| 2024 | Anouska Koster     | Alice Wood        | Marta Jaskulska  |         |
| 2025 |                    |                   |                  |         |